# 1706

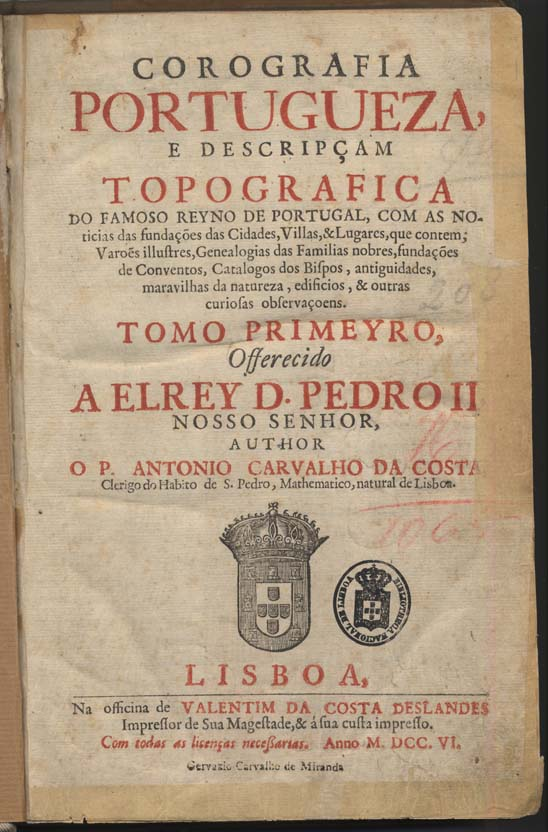
Corografia Portuguesa de António Carvalho da Costa.

- Wikisource

| Calendário gregoriano                                                        | 1706 MDCCVI                          |
| Ab urbe condita                                                              | 2459                                 |
| Calendário arménio                                                           | 1155 – 1156                          |
| Calendário bahá'í                                                            | -138 – -137                          |
| Calendário budista                                                           | 2250                                 |
| Calendário chinês                                                            | 4402 – 4403 Início a 13 de fevereiro |
| Calendário copta                                                             | 1422 – 1423                          |
| Calendário etíope                                                            | 1698 – 1699                          |
| Calendários hindus - Vikram Samvat - Calendário nacional indiano - Cáli Iuga | 1761 – 1762 1627 – 1628 4806 – 4807  |
| Calendário Holoceno                                                          | 11706                                |
| Calendário islâmico                                                          | 1118 – 1119                          |
| Calendário judaico                                                           | 5466 – 5467                          |
| Calendário persa                                                             | 1084 – 1085                          |
| Calendário rúnico                                                            | 1956                                 |
| Calendário solar tailandês                                                   | 2249                                 |

1706 (MDCCVI, na numeração romana) foi um ano comum do século XVIII do actual Calendário Gregoriano, da Era de Cristo,  e a sua letra dominical foi C, teve 52 semanas,  início a uma sexta-feira e terminou também a uma sexta-feira.
| Ano completo                       |
| ---------------------------------- |
| Ano comum com início à sexta-feira |

## Eventos
- É publicado pela primeira vez Corografia Portuguesa, um compêndio de notícias sobre as localidades portuguesas, editado por António Carvalho da Costa.
- Construção da Capela do Senhor Jesus dos Aflitos, na Sé Catedral de Angra do Heroísmo, capela que provêm do primeiro templo fundado por Diogo Álvares Vieira e sua mulher Beatriz Anes Camacho. Nesta capela encontra-se a pedra tumular de Francisco Dias do Carvalhal, seu instituidor.[1]

### Novembro
- 28 de Novembro - Naufrágio da embarcação de nome "Sumaca", conhecida também como "Balandra York", naufragada na Baía da Calheta, ilha de São Jorge, Açores, com uma carga de pau brasil e tabaco.

## Nascimentos
- 17 de Janeiro - Benjamin Franklin, escritor, estadista e inventor norte-americano.
- 13 de Agosto - Miguel de Bulhões e Sousa, bispo português.

## Mortes
- 9 de Dezembro - D. Pedro II, Rei de Portugal (n. 1648)

## Por tema
- 1706 na ciência
- 1706 na literatura
- 1706 na música